# Editoriale Metro
L'Editoriale Metro - EM è stata una casa editrice italiana fondata da Renato Bianconi - editore già dagli anni cinquanta con altre case editrici come le Edizioni Bianconi e attivo con diverse denominazioni per almeno cinquant'anni - e specializzata nella produzione e pubblicazione di serie a fumetti per bambini realizzate da autori come Giovan Battista Carpi, Giulio Chierchini, Luciano Gatto, Sandro Dossi. Soprattutto fra gli anni settanta e ottanta le serie a fumetti pubblicate godranno di un importante successo non solo in Italia che le porterà a essere ristampate numerose volte fino ai primi anni del 2000 e a edizioni estere pubblicate da editori stranieri..

## Storia
Renato Bianconi, dopo aver lavorato presso le Edizioni Alpe, iniziò l'attività di editore negli anni ’50 realizzando una redazione in casa sua. La prima incarnazione della casa editrice si chiamava Il Ponte che poi divenne Casa Editrice Bianconi nota anche attraverso le etichette S.B.G., Alhambra e Metro, con le quali Bianconi stampò centinaia di migliaia di albi nel tipico formato a libretto (13,5×18,5 cm), pubblicando storie a fumetti con decine di personaggi. Il successo arrivò negli anni settanta e durò fino al decennio successivo arrivando a pubblicare decine di personaggi e vendendo centinaia di migliaia di copie.
La casa editrice divenne nota per la piena libertà che concedeva ai suoi autori che, pur sottoposti a ritmi di produzioni intensi, lavoravano in un clima di libertà creativa difficilmente riscontrabile altrove. Per questo editore lavorarono inizialmente grandi autori come Giorgio Rebuffi, che nel 1952 realizzò il personaggio di Trottolino, e Giovan Battista Carpi che creò personaggi di successo come Nonna Abelarda e Geppo.
Bianconi propose le sue produzioni in un mercato dove forte era il predominio delle pubblicazioni Disney proponendo personaggi americani quali Braccio di Ferro, Felix e Tom & Jerry dei quali aveva acquisito i diritti di pubblicazione per realizzarne nuove storie che gli autori italiani personalizzarono rendendoli molto diversi dagli originali americani. In Italia personaggi come Felix e Popeye subiscono una revisione finalizzata alla loro modernizzazione e con il fine di realizzare un prodotto destinato a pubblico molto giovane, con la realizzazione di storie inedite realizzate in Italia. Le storie italiane di Popeye presentano una propria originalità arrivando a rinominare alcuni personaggi e introducendone di nuovi come il gigante Grissino o recuperandone altri poco sfruttati nella versione originaria americana conferendogli estrema rilevanza.

## Personaggi e testate
Fra i molti personaggi e le relative testate si ricordano Braccio di ferro, Soldino, Nonna Abelarda ma poi ci sono tantissimi personaggi secondari come Adam, Aiace il fantasma, Aladino, Attila, Birillo Bill e molti altri
- Braccio di ferro
- Geppo
- Soldino/Pipo
- Trottolino
- Provolino
- Nonna Abelarda
- Volpetto
- Pinocchio
- Tarzanetto
- Felix
- Polibio
- Chico
- Mago Merlotto
- Tom & Jerry
- Astor (ispirato alla serie televisiva USA, The Monsters)
- Saruzzo
- Baldo (il sergente delle giubbe rosse creato da Luciano Bottaro)
- Big Robot
- Bongo (nato dalla matita di Tiberio Colantuoni)
- Devy Croc
- Il Gigante Grissino
- Pepito (creato da Luciano Bottaro)
- Poldo

## Autori
- Tiberio Colantuoni
- Nicola Del Principe
- Sandro Dossi
- Umberto Manfrin
- Alberico Motta
- Pierluigi Sangalli
- Giovan Battista Carpi
- Luciano Bottaro
- Giulio Chierchini
- Luciano Gatto
- Giorgio Rebuffi
- Luciano Capitanio
- Mario Sbattella